# Network tap
Il Network Tap è un dispositivo hardware inserito in reti informatiche che permette il monitoraggio non invasivo del flusso dati in transito.
Il significato del nome in lingua inglese è rubinetto, e rappresenta in modo figurato lo scopo del dispositivo. Tuttavia è anche un retro-acronimo, in quanto consiste nelle iniziali di Test Access Port.
Si presenta come una scatola con almeno tre connettori: A, B e Monitor. Il segmento di rete sottoposto a monitoraggio viene derivato tra A e B mentre il connettore Monitor è collegato ai dispositivi di monitoraggio, spesso attraverso una rete indipendente. Il flusso dati tra A e B è assicurato senza alcuna alterazione fisica o temporale (pass through) e ricopiato integralmente sulla porta Monitor.
Le reti informatiche, inclusa Internet, sono collezioni di dispositivi, quali computer, router e switch che sono interconnessi attraverso diverse tecnologie al livello 2 della pila ISO/OSI. A questo livello, un dispositivo Tap è virtualmente invisibile.
L'uso virtuoso di questo dispositivo è in sistemi di amministrazione remota delle reti o del monitoraggio delle intrusioni ai fini della sicurezza informatica. È pertanto importante che il livello fisico della rete sia adeguatamente protetto (ad esempio, l'accesso ai locali di un datacenter non deve essere consentito agli estranei), ad evitare l'inserzione indesiderata ed un uso maligno di questo dispositivo.
Lo svantaggio principale di questa soluzione sta nel costo addizionale che esso comporta, pertanto in diversi casi gli viene preferita una soluzione software quale il packet sniffer.
Oltre al TAP apparecchiatura fisica esiste la soluzione TAP dispositivo virtuale (adattatore di rete virtuale per sistemi operativi) tipicamente installato da client VPN perché necessari per il tunneling sicuro.